# 土岐健一
土岐 健一（どき けんいち、1988年（昭和63年）4月7日 - ）は、山形県鶴岡市出身の、水泳選手。

## 略歴
- 1988年（昭和63年）　4月7日山形県鶴岡市に生れる。
- 2001年（平成13年）、鶴岡市立朝暘第一小学校卒業。
- 2003年（平成15年）、東北中学校水泳競技大会1500m自由形・優勝
  - 全国中学校水泳競技会400mリレー・優勝
- 2004年（平成16年）、鶴岡市立鶴岡第三中学校卒業。
  - 全国JOCジュニアオリンピックカップ水泳競技大会400m自由形・第3位
  - 第59回国民体育大会（彩の国まごころ国体）400m自由形・優勝
- 2005年（平成17年）、平成17年度全国高等学校総合体育大会1500m自由形・優勝
- 2006年（平成18年）4月21日、第82回日本選手権水泳競技大会1500m自由形・優勝（高校新記録）
  - 山形県高等学校総合体育大会1500m自由形・優勝。400m自由形・優勝
- 2007年（平成19年）3月3日、第48回日本短水路選手権水泳競技大会1500m自由形・優勝（高校新記録）
  - 山形県立鶴岡工業高等学校卒業。
  - 日本大学に進学する。
  - 4月6日、第83回日本選手権水泳競技大会1500m自由形・優勝。（大会2連覇）
  - 8月23日、世界競泳（インターナショナル・スイム・ミート2007）男子1500m自由形決勝で12位
- 2008年（平成20年）9月5日、第84回日本学生選手権水泳競技大会B決勝400m自由形・優勝。
  - 9月7日、同大会1500m自由形・優勝（大会新記録）、800mリレー（葛原俊輔・佐藤久佳・内田征平）・優勝（大会新記録）